# Józef Eismond

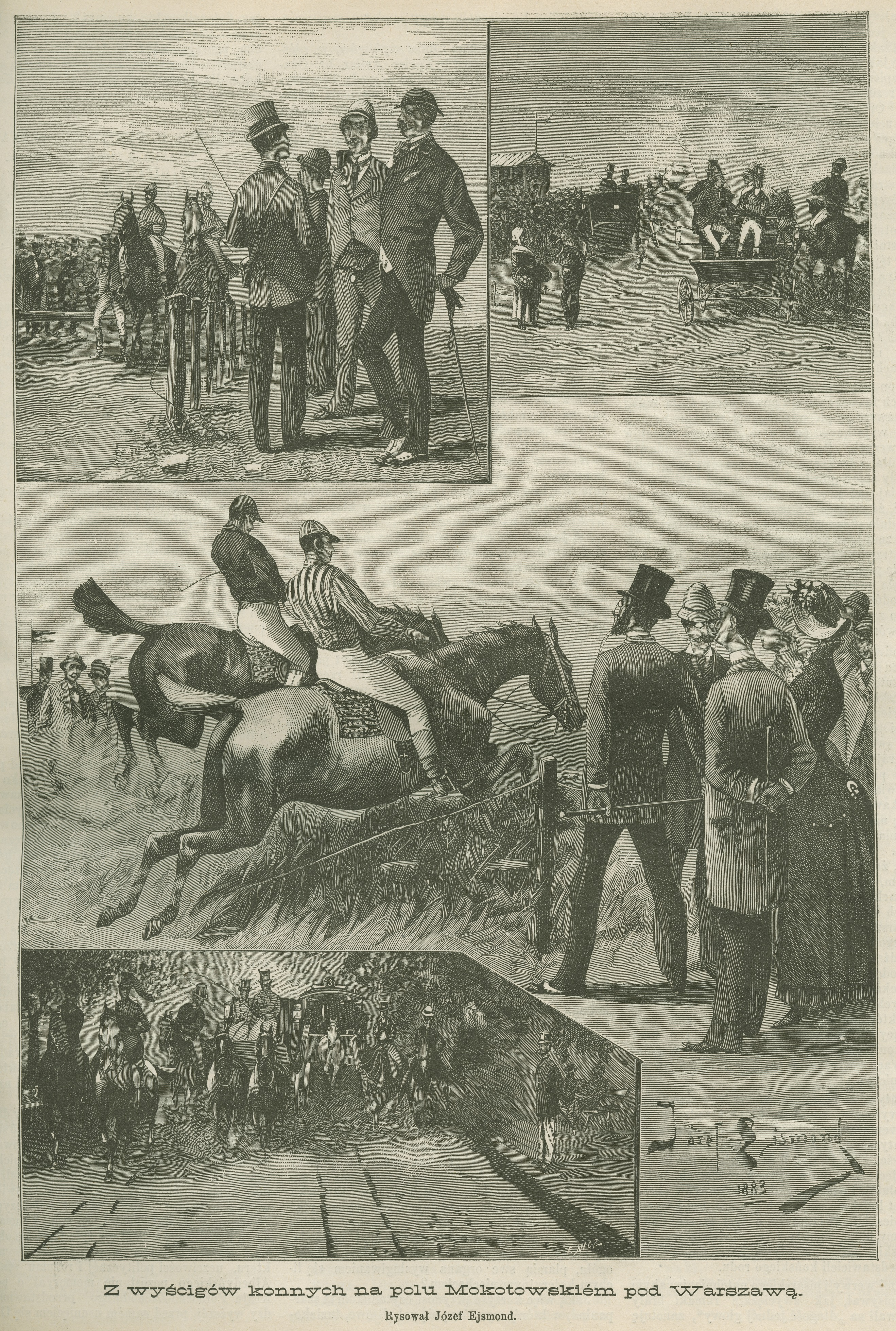
Drzeworyt z ilustracja autorstwa Eismonda "Z wyścigów konnych na Polu Mokotowskim pod Warszawą". Tygodnik Kłosy 1883.

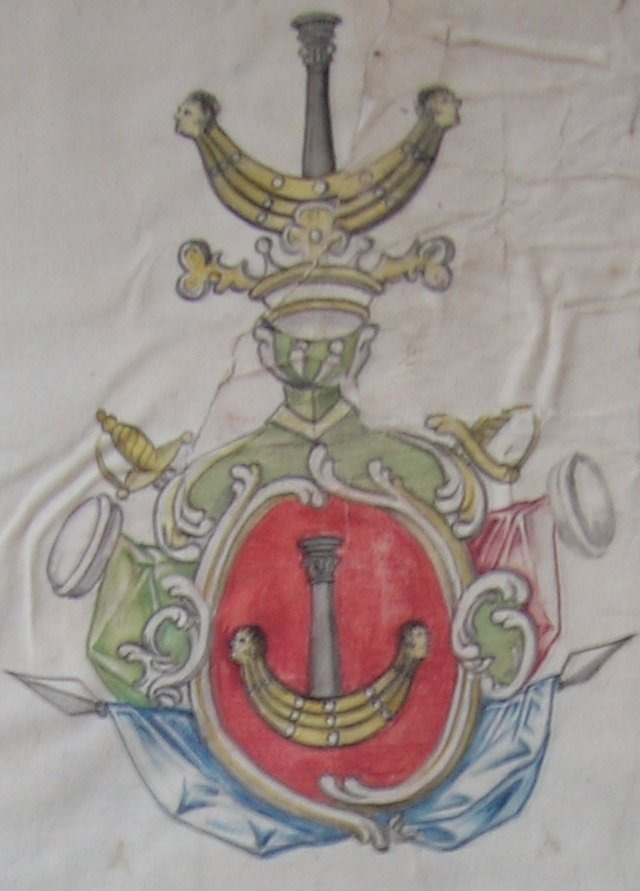
Herb Korab

Józef Eismond (ur. 17 kwietnia 1862 w Skrzynnie, zm. 17 października 1937 w Warszawie) – polski zoolog, cytolog, embriolog i malarz.

## Życiorys
Syn Piotra i Elżbiety z Trybulskich. Wychowywał się w majątku ojca, w Krogulczy Mokrej, w środowisku ziemiańskim. Gimnazjum ukończył w 1881 roku w Warszawie. Jednak długo nie mógł zdecydować się na kierunek dalszego kształcenia. Ostatecznie po kilku latach, w trakcie których studiował prawo i malarstwo, zdecydował się na nauki biologiczne, które ukończył na Uniwersytecie Warszawskim w 1889 roku. Z początku pracował pod kierunkiem Augusta Wrześniowskiego, ogłaszając w tym czasie pierwsze swoje prace z zakresu protozoologii. Później przeszedł do pracowni Pawła Mitrofanowa, pracował też pod kierunkiem Grigorija Uljanowa. Do 1915 roku pracował w Katedrze Anatomii Porównawczej, Histologii i Embriologii. Tytuł magistra otrzymał w 1895.
Podczas I wojny światowej był ewakuowany wraz z pracownią do Rostowa nad Donem, gdzie w roku 1917 na tamtejszym uniwersytecie uzyskał tytuł docenta, zaś w roku następnym doktoryzował się z zoologii. Jeszcze w 1921 pełnił tamże obowiązki profesora anatomii porównawczej. Po śmierci Mitrofanowa w 1920 roku zdecydował się powrócić do kraju, co ostatecznie uskutecznił w roku 1922. Po powrocie do Warszawy zorganizował pracownię Embriologii Eksperymentalnej Instytutu Nenckiego. Kierował nią do 1925 roku. W 1923 roku został powołany na stanowisko profesora biologii Wydziału Lekarskiego Uniwersytetu Warszawskiego. Wykładał tam do roku 1930. Po przejściu na emeryturę utrzymywał sporadyczne kontakty ze środowiskiem naukowym. Zmarł w Warszawie 17 października 1937 roku.
Był członkiem korespondentem Polskiej Akademii Umiejętności, członkiem założycielem Towarzystwa Naukowego Warszawskiego, organizatorem i pierwszym przewodniczącym Wydziału Fizyczno-Matematycznego tegoż, a także współzałożycielem Polskiego Towarzystwa Anatomiczno-Zoologicznego.
Był autorem ponad 50 prac i przyczynków naukowych.
Pomimo studiów biologicznych i późniejszej pracy w zawodzie Eismond od 1883 równocześnie tworzył ilustracje dla czasopism: Biesiady Literackiej, Kłosów, Tygodnika Illustrowanego, Tygodnika Powszechnego oraz Wędrowca. Działalność tę porzucił po 1904. Po tym okresie nie był już aktywny w sztuce, chociaż wciąż tworzył, o czym świadczy olejny obraz pędzla Eismonda z ok. 1920 znajdujący się w zbiorach Muzeum Narodowego w Kielcach.

## Rodzina
Był synem Piotra Eysmonda (właściciela dóbr Krogulcza Mokra, w powiecie radomskim i Lisów, w powiecie stopnickim) i Elżbiety z Trybulskich. Jego starszym bratem był Antoni, botanik. Jego siostrzeniec Franciszek Nodzyński (syn Ferdynanda Nodzyńskiego i Walerii z Ejsmondów) został zamordowany w Katyniu. Miał jeszcze młodszych braci Wawrzyńca, który osiedlił się w Warszawie i Szczepana, sędziego pokoju we Włoszczowie. Ożenił się w 1901 roku z Aleksandrą Józefą z Pozerskich Lipińską (ur. 1874).